# Phytomyza tottoriensis
Phytomyza tottoriensis este o specie de muște din genul Phytomyza, familia Agromyzidae, descrisă de Kuroda în anul 1960. Conform Catalogue of Life specia Phytomyza tottoriensis nu are subspecii cunoscute.